# Jean-Baptiste Stoltz
Pour les articles homonymes, voir Stoltz.
Jean-Baptiste Stoltz est un facteur d'orgues français, né à Bouzonville le 15 octobre 1813 et mort dans le 7e arrondissement de Paris le 1er mars 1874.

## Biographie
Il a étudié avec le facteur d'orgue anglais John Abbey qui s'est installé à Paris vers 1827, puis il devint chef d'atelier dans la manufacture Daublaine Callinet pendant dix ans. En 1845, Ducroquet lui confie la direction de la maison à l'anglaise. 
Il crée sa propre entreprise en 1845 au moment de la liquidation de la manufacture Daublaine Callinet. Il a réalisé des orgues dans le style romantique.
Malgré la concurrence des orgues Cavaillé-Coll qui s'est installée à Paris en 1833, sa maison a acquis un grand prestige.
Une de ses premières réalisations est l'orgue de l'abbatiale Sainte-Marie de Souillac, réalisé vers 1845. C'est un instrument de tribune de taille relativement modeste (17 jeux, grand-orgue et récit, pédalier court en tirasse), dans un buffet de style "Restauration" parfaitement contemporain de sa partie instrumentale.
Commandé le 21 mars 1852, l'orgue de chœur de la cathédrale Saint-Étienne de Châlons est reçu le 12 octobre 1852 par la maison Stoltz après avoir été testé par l'organiste de la cathédrale Louis Müller (1808-1886).
Le 1er octobre 1853, il s’est associé avec Nicolas Schaaff pour fonder la « maison Stoltz et Schaaf ».
Son orgue de l’Exposition de 1855 a remporté la médaille d'argent. À cette occasion L. Duverry a écrit « Cet orgue peut être considéré comme un véritable chef-d'œuvre de la partie; il fonctionne avec une précision qui ne laisse rien à désirer... Tous les matériaux employés à sa construction sont de premier choix. Le mécanisme parfaitement disposé et fait avec les plus grands soins, témoigne de beaucoup d’habilité. Les claviers sont très beaux d’une douceur, d’une vivacité et d’une régularité parfaites. Chaque jeu lui est propre et dans l’ensemble comme dans les détails, il est impossible de trouver rien de plus satisfaisant que leur effet. Force et douceur, plénitude de son et suavité; rondeur et velouté, puissance et grâce, telles sont les qualités qui distinguent cet orgue et en font un excellent instrument ». Il a été acheté par l’impératrice Eugénie qui en fit don à la cathédrale Saint-Caprais d’Agen. 
En 1859, la maison Stoltz et Schaaf reçoit la commande de l'orgue de l'église Saint-Louis de Toulon, inauguré le 8 août 1860. Après 1860 il a réalisé le grand orgue de la cathédrale de Cahors.
En 1859 installation d'un orgue de 36 jeux, 3 claviers + pédalier à la collégiale St Martin de Brive en Corrèze.
La maison Stoltz & Schaaf a livré en 1860 le petit orgue de 6 jeux à Novéant-sur-Moselle. En 1862, la maison Stoltz a livré l'orgue de l'église Saint-Germain-des-Prés.
Il s'est marié en 1838 avec Marguerite Braux dont il a eu quatre enfants : Albertine Mélanie, Jules Albert, Louis Eugène et Charles Édouard. Il a construit des orgues avec ses fils.

## Stolz & Frères
Après la mort, en 1874, de Jean-Baptiste Stoltz, ses fils Eugène et Édouard ont fondé la « maison Stoltz Frères Paris » qui a livré des orgues en France, en Espagne, au Royaume-Uni, à Cuba, au Pérou, en Grèce, aux Philippines et en Syrie. Édouard est mort en 1897. Son frère a continué l'activité de la maison jusqu'en 1910.

## Orgues de Jean-Baptiste Stoltz
- 1845 : orgue de l'abbatiale Sainte-Marie de Souillac
- 1852 : orgue de chœur de la cathédrale Saint-Étienne de Châlons
- 1859 : Orgue de la Collégiale Saint-Martin de Brive-la-Gaillarde
- 1860 : orgue de l'église Saint-Louis de Toulon,
- 1861-1863 : orgue de la cathédrale Saint-Étienne de Cahors,
- 1862 : orgue de l'église Saint-Germain-des-Prés,
- 1863 : Grand orgue de l'Église Saint-Pierre-Saint-Paul d'Ivry-sur-Seine